# Marcos Senna
Marcos Senna da Silva (São Paulo, 17 de julho de 1976) é um ex-futebolista hispano-brasileiro que atuou como volante. É primo do também volante Marcos Assunção.

## Clubes

### Início no Rio Branco
O jogador é conhecido pela precisão de passe e por um potente chute à distância. Começou sua carreira no Rio Branco.

### Corinthians
Em 1999, foi para o Corinthians e, nesse mesmo ano, ganhou o Campeonato Brasileiro. No ano seguinte, conquistou o Mundial de Clubes da FIFA.

### São Caetano
Em 2002, foi para o São Caetano, onde obteve o vice-campeonato da Copa Libertadores da América.

### Villarreal
Nesse mesmo ano, foi para o Villarreal da Espanha. Senna jogou por 11 temporadas no Villarreal, onde atuou em 358 partidas, marcando 33 gols e conquistou duas Copa Intertoto, em 2003 e 2004, além de obter um vice-campeonato no Campeonato Espanhol temporada 2007-08.
Em maio de 2012, logo após o Villarreal ser rebaixado para a segunda divisão no Campeonato Espanhol, e seguidas especulações sobre o seu futuro no clube, o jogador renovou o seu contrato por mais 1 ano, e ganhou uma grande homenagem: o portão de acesso ao estádio nº 19 agora se chama Puerta Marcos Senna, e possui uma foto do jogador.

### New York Cosmos
Em junho de 2013, Marcos Senna acertou com New York Cosmos, equipe que já teve os brasileiros Pelé e Carlos Alberto Torres. Pela sua nova equipe, conquistou o campeonato estadunidense da liga NASL fazendo o gol do título. Em 10 de junho de 2015, anunciou oficialmente no site do Cosmos que irá encerrar a carreira de jogador ao final da temporada. Realizou seu último jogo em 15 de novembro de 2015 vencendo a NASL.
O volante foi convocado para defender a Seleção Espanhola de Futebol na Copa do Mundo de 2006, tornando-se, assim, o primeiro brasileiro a jogar pela Espanha em mundiais. Pela Espanha, conquistou a Eurocopa de 2008.

## Títulos
Corinthians
- Campeonato Brasileiro: 1999
- Mundial de Clubes da FIFA: 2000
- Campeonato Paulista: 2001

Villarreal
- Copa Intertoto: 2003 e 2004

New York Cosmos
- North American Soccer League: 2013 e 2015

Seleção Espanhola
- Eurocopa: 2008